# Coree Indijanci
Coree (Coranine, Connamox; danas kao Faircloth).- Iroquoian ili Algonquian pleme nastanjeno u 17. i 18. stoljeću na poluotoku južno od rijeke Neuse, u današnjim okrutima Carteret i Craven u Sjevernoj Karolini. Prilikom svojih prvih susreta s bijelcima, točnijew s Raleighovim kolonistima bili su poznati pod imenom Cwarennoc. Lawson ovo pleme naziva Coranine i Connamox i imenuje njihova sela Coranine na obali okruga Carteret i Raruta, također u Carteretu, južno od rijeke Neuse. 
Coree Archdale opisuje kao barbarski narod. Njihov broj prema Mooneyu (1928) iznosio je 1.000 (1600.), ali stradavaju u ratovima prije 1696. godine. Lawson 1701. za njihova sela Coranine i Raruta kaže da imaju tek 125 duša. Oni ipak ne nestaju, i priključuju se Tuscarorama u ratu protiv bijelih naseljenika, a 1715. njihovi ostaci priključuju se plemenu Machapunga na rezervatu Mattamuskeet Lake u okrugu Hyde, gdje imaju tek jedno selo, ali bilo ih je i priključenih Tuscarorama. Coree nisu nestali sve do danas, njihovi potomci još žive, službeno nepriznati, pod imenom Faircloth Indian Tribe u Sjevernoj Karolini.

## Vanjske poveznice
- Coree Indian Tribe
- Who are the Coree